# Helsana

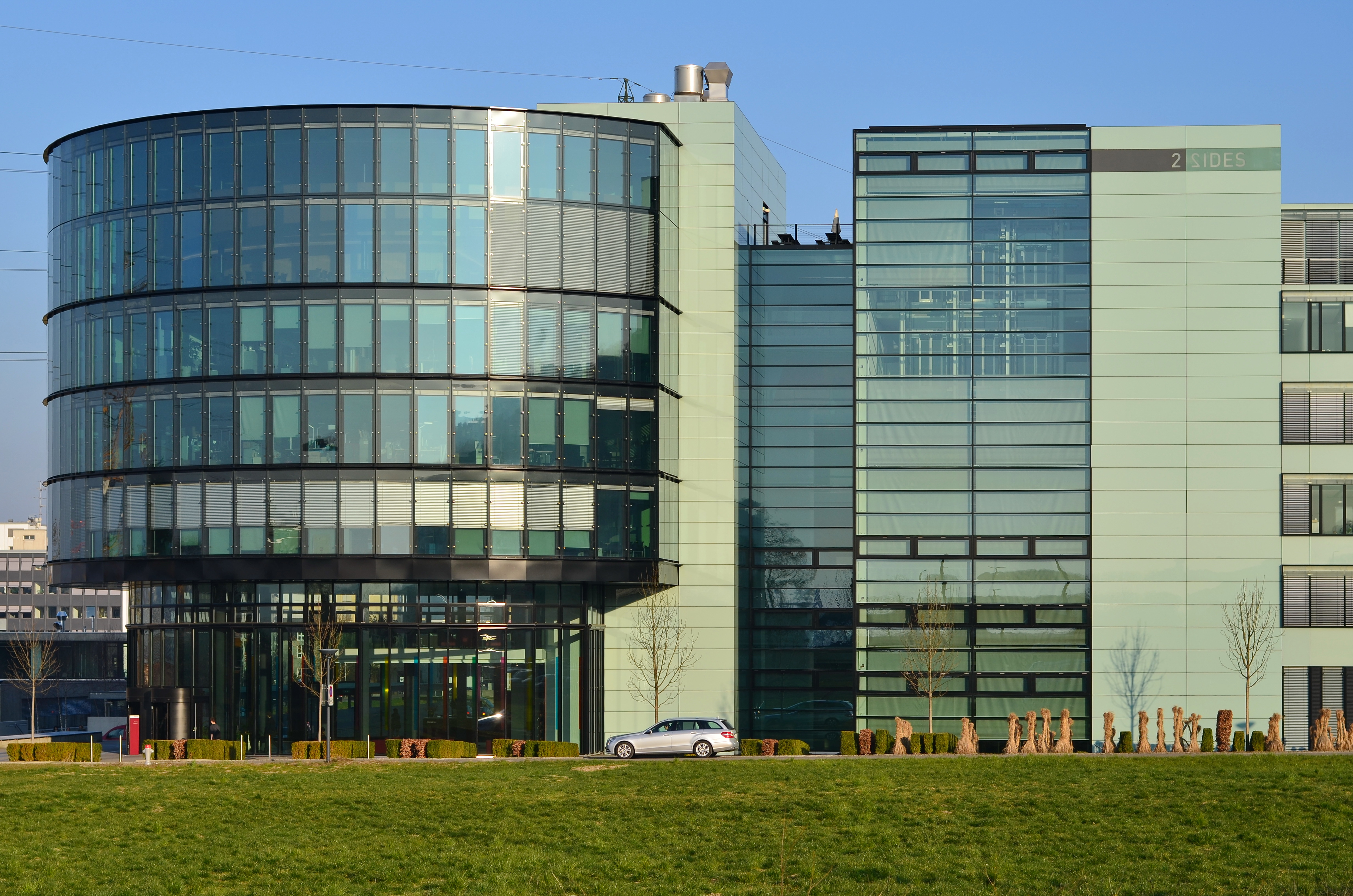
Verwaltungssitz der Helsana in Dübendorf-Stettbach

Logo bis Oktober 2008

Die Helsana AG mit Sitz in Dübendorf ist eine auf Krankenversicherung spezialisierter Schweizer Versicherungskonzern. Die Helsana-Gruppe ist mit über 2,2 Millionen Kundinnen und Kunden – und einem Prämienvolumen von 8,2 Milliarden Schweizer Franken – eine der führenden Schweizer Kranken- und Unfallversicherungen. Die Unternehmensgruppe beschäftigt rund 3409 Mitarbeitende und verfügt über ein schweizweites Netz von 13 Generalagenturen und 27 Verkaufsstellen. Der Name Helsana setzt sich zusammen aus den Namen der ehemaligen Krankenkassen Helvetia und Artisana, die 1996 fusioniert haben.

## Geschichte
Helsana ging 1996 aus der Fusion der beiden Kranken- und Unfallversicherungen Helvetia und Artisana hervor. Die Wurzeln der Gesellschaft gehen bis ins Jahr 1899 zurück. Damals wurde Helvetia als genossenschaftliche Krankenkasse in Zürich gegründet.

### Fusion
1996 beschlossen die Delegierten von Helvetia und Artisana, sich zu Helsana zusammen zu schliessen. Damit folgten sie einerseits einem Trend in der Branche (die Zahl der Krankenkassen in der Schweiz belief sich 1940 noch auf 1147, 1990 auf 246), andererseits sah man die Fusion als bedeutenden Schritt zur Stärkung der Wettbewerbsposition der beiden Versicherungen an. Durch den Zusammenschluss wurden ein breiteres Dienstleistungsangebot sowie eine noch stärkere Präsenz im Markt möglich.
Helvetia und Artisana wurden beide von einem Verein getragen, die heute das Aktionariat von Helsana bilden. Die Stiftung Fondation Sana, ehemals Stiftung Helvetia Sana, hält 79 Prozent des Aktienkapitals, die Stiftung Artisana, ehemals Verein Artisana, 21 Prozent.

### Entwicklung Helvetia und Artisana
1971 wies Helvetia über eine Million Mitglieder aus, mit mehr als 1200 Sektionen in der Deutschschweiz, der Westschweiz (erste Sektion in Freiburg 1903) und im Tessin (erste Sektion in Bellinzona 1906). Die 1952 in Bern gegründete Artisana entwickelte sich über die Jahrzehnte – von einer reinen Taggeldversicherung für das Baugewerbe, zu einer Allrounderin im Krankenversicherungswesen.

## Tätigkeitsgebiet
Helsana ist auf den Gebieten der Grundversicherung, der Zusatzversicherungen und der Unfallversicherungen tätig. Per 1. Januar 2017 wurden die damaligen Grundversicherungstöchter – Avanex mit Helsana sowie Sansan Versicherungen mit Progrès Versicherungen zusammengelegt, wodurch Avanex und Sansan vom Markt verschwanden. Aerosana, eine weitere ehemalige Tochtergesellschaft, fusionierte per 1. Januar 2011 mit Progrès. Schliesslich wurde 2022 die Grundversicherungstochter Progrès in die Helsana Versicherungen AG integriert.
Das Kerngeschäft der Helsana-Gruppe bildet die Grundversicherung nach dem Schweizerischen Krankenversicherungsgesetz. Sie generiert damit rund 70 Prozent der gesamten Prämieneinnahmen. Die Sparte Zusatzversicherungen bildet mit 27 Prozent der Prämieneinnahmen das zweite Standbein. Daneben bietet die Gruppe Unternehmen und Verbänden Kollektivtaggeld- und Unfallversicherungen sowie Lösungen der beruflichen Vorsorge an.

### Überhöhte Prämien für Einzelversicherte
Die Finanzmarktaufsicht (Finma) forderte im Frühling 2015 die Helsana auf, überhöhte Rabatte für Kollektivversicherungen zu reduzieren, weil dies zu überhöhten Prämien für Einzelversicherte führte. Als einzige Schweizer Krankenkasse antizipierte die Helsana diese Anweisung der Finma nicht und ging gerichtlich dagegen vor. Helsana warf der Finma vor, dass sie ihre Kompetenzen überschritten hätte. Ende 2019 wies das Bundesgericht die Argumente der Helsana letztinstanzlich zurück und legte die Entschädigung von 780'000 aktiv Versicherten und 230'000 ehemalig Versicherten fest.  Die Helsana muss Einzelversicherte, die von 2010 bis 2017 Kunde waren, entschädigen.

### Bonusprogramm Helsana+
Helsana lancierte im 2017 das Bonusprogramm Helsana+ („Helsana Plus“). Helsana+ ermöglicht das Sammeln von Pluspunkten für gesundheitsbewusstes Verhalten, soziales und gesellschaftliches Engagement sowie die Treue von Kunden. Die gesammelten Punkte können gegen Geldbeträge eingelöst werden. Dieses Programm wurde von Konsumentenschutz- und Behindertenorganisationen kritisiert. Der Bundesrat wurde mit einem parlamentarischen Vorstoss zu einer Stellungnahme zu diesem Programm angefragt.
Kritik
Im Sommer 2022 geriet die Helsana in die Kritik, weil bei der Versicherung Mitglieder des Abtreibungsgegner-Vereins «Pro Life» bis zu zehn Prozent Rabatt auf Zusatzversicherungen erhalten.